# Vorticella
Vorticella és un gènere de protozous ciliòfors, amb més de 16 espècies conegudes. Són microorganismes unicel·lulars ciliats d'aigua dolça eutrofizada, solitari o en grups.

## Característiques
El cos de les vorticel·les és de forma campanular o vesicular, i s'uneix al substrat amb el un peduncle contràctil. Tenen l'aparell oral amb una corona de cilis, de diversos estrats, que originen un corrent de la qual va extraient bacteris dels què s'alimenta. Ocasionalment, poden contreure violentament el seu cos davant estímuls externs.

## Història natural
Té reproducció asexual o per conjugació sexual. Clonalment, una o dues cèl·lules filles entren en una fase morfològica intermèdia, com a càpsula cilíndrica, les telotroques. Així, la cèl·lula forma la seva corona ciliar ventralment, i l'aparell oral es retreu. Després, es fixa a un punt del substrat, i la telotroca passa gradualment a la forma comuna de vorticel·la. S'obren els cilis orals, els posterior desapareixen, i creix el peduncle.

## Taxonomia
Algunes de les més comunes espècies inclou: 
- Vorticella campanula
- Vorticella citrina
- Vorticella communis
- Vorticella convallaria
- Vorticella floridensis
- Vorticella limnetis
- Vorticella marina
- Vorticella microstoma
- Vorticella monilata
- Vorticella patellina
- Vorticella similis
- Vorticella smaragdina
- Vorticella sphaerica
- Vorticella striata
- Vorticella submicrostoma
- Vorticella utriculus